# Yliaster
Yliaster (também conhecido como Iliaster ou Yliastrum) é o termo cunhado por Paracelso, que se refere à "matéria prima composta por corpo e alma". Provavelmente é uma palavra-valise de hyle (matéria) grega e astrum latino (estrela). Para Paracelso, o Yliaster representava os dois compostos básicos do cosmos, a matéria representando "abaixo" e as estrelas representando "acima". Ele afirmou o yliaster como tendo produzido os elementos clássicos de ar, fogo, terra e água (não como elementos tangíveis, mas matrizes invisíveis ou "úteros" produtores da natureza), no entanto abandonou mais tarde o conceito. Paracelso diz isso do Yliaster enquanto descreve como os fósseis são presos na madeira:
Consequentemente, o primeiro corpo, o Yliaster, não passava de um torrão que continha todo o caos, todas as águas, todos os minerais, todas as ervas, todas as pedras, todas as gemas. Somente o Mestre supremo poderia libertá-los e formá-los com terna solicitude, para que outras coisas pudessem ser criadas a partir do resto.

Nesse sentido, o Yliaster é o mesmo que a Prima Materia. É a base sem forma de toda a matéria que é a matéria bruta da Grande Obra alquímica.